# Phonomyia pruinosa
Phonomyia pruinosa är en tvåvingeart som beskrevs av Belanovsky 1953. Phonomyia pruinosa ingår i släktet Phonomyia och familjen parasitflugor. Inga underarter finns listade i Catalogue of Life.